# 산벚나무
산벚나무(山－, 학명: Prunus sargentii 프루누스 사르겐티이[*], Sargent's cherry)는 장미과의 나무이다.

## 분포
동아시아에 분포한다. 한국과 일본 및 러시아 극동이 원산지이다.

## 같이 보기
- 제주벚나무